# Новиков, Алексей Алексеевич
Алексе́й Алексе́евич Но́виков (род. 13 августа 1960) — российский дипломат. Чрезвычайный и полномочный посол (2020).

## Биография
Окончил Московский государственный институт международных отношений (МГИМО) МИД СССР (1987). На дипломатической работе с 1987 года. Владеет хинди, урду, английским и сербским языками.
В 1987—1992 годах — сотрудник Посольства СССР в Непале.
В 1994—1999 годах — второй, первый секретарь Постоянного представительства России при ООН в Нью-Йорке.
В 1999—2002 годах — советник Департамента международных организаций, Генерального секретариата (Департамент) МИД России.
В 2002—2007 годах — советник, старший советник Постоянного представительства России при ООН в Нью-Йорке.
В 2007—2010 годах — начальник отдела в Департаменте кадров МИД России.
В 2010—2015 годах — генеральный консул России в Мумбаи (Индия).
В 2015—2019 годах — заместитель директора Департамента кадров МИД России.
С 5 июля 2019 года — чрезвычайный и полномочный посол Российской Федерации в Непале. Верительные грамоты вручил 12 августа 2019 года.

## Дипломатический ранг
- Чрезвычайный и полномочный посланник 2 класса (30 июля 2012)[2].
- Чрезвычайный и полномочный посланник 1 класса (29 мая 2015)[3].
- Чрезвычайный и полномочный посол (7 февраля 2020)[4].

## Семья
Женат, имеет сына и дочь.

## Награды
- Медаль ордена «За заслуги перед Отечеством» II степени (12 февраля 2021) — За большой вклад в реализацию внешнеполитического курса Российской Федерации и многолетнюю добросовестную дипломатическую службу[5]